# Aura Herzogová
Aura Herzogová (hebrejsky אורה הרצוג‎, rodným jménem Aura Ambache; 24. prosince 1924, Ismailia, Egypt – 10. ledna 2022, Herzlija, Izrael) byla izraelská aktivistka, vdova po prezidentu Chajimu Herzogovi a bývalá první dáma Státu Izrael.

## Biografie
Narodila se v Egyptě rodičům, kteří byli sabrové a studovala na francouzských školách v Ismá'ílíji. Vystudovala bakalářský obor matematiky a fyziky na University of the Witwatersrand v Johannesburgu v Jihoafrické republice. V roce 1947 se provdala za Chajima Herzoga. Její sestra Suzy se provdala za pozdějšího izraelského ministra zahraničních věcí Abbu Ebana.
Vstoupila do Hagany a během izraelské války za nezávislost sloužila jako důstojnice vědeckého armádního sboru. Během války byla zraněna při bombovém útoku na sídlo Židovské agentury v Jeruzalémě. Svého manžela doprovázela během jeho služby ve Spojených státech, kde v letech 1950 až 1954 působil jako vojenský attaché a následně v letech 1975 až 1978 jako izraelský vyslanec při Organizaci spojených národů.
Iniciovala vznik a v roce 1959 založila soutěž Annual Bible Contest, která se stala integrální součástí izraelské tradice a kultury a v letech 1959 až 1968 byla členkou Rady pro kulturu a umění. V roce 1968 založila „Radu pro krásu Izraele“ a působila jako její mezinárodní prezidentka. V době, kdy byla první dámou, se podílela na pořádání prvních oslav Dne Martina Luthera Kinga v izraelské prezidentské rezidenci. Z pozice první dámy „zdůrazňovala pomoc občanům, podporovala vzdělávání o kvalitě života a životním prostředí. Věřila, že tyto hodnoty by každý člověk měl sdílet již od útlého věku.“
Byla členkou správní rady Telavivského muzea umění.
Napsala první knihu o etiketě v hebrejštině, s názvem Sodot ha-eruach, která byla vydána v Izraeli. Mimo to byla uměleckou kritičkou v Jewish Chronicle.
S manželem měla čtyři děti: Jo'ela, Michaela, Ronit a Jicchaka, který se stal izraelským politikem.